# 徐靖恩
徐 靖恩（じょ せいおん、2006年12月26日-）は、台湾の囲碁棋士。新北市出身、台湾棋院所属、周俊勲門下、五段。快棋争覇戦優勝など。

## 経歴
6歳の時に囲碁を学ぶ。張栩の父の張遠錫に師事。2014-16年に張遠錫の紹介で林聖賢の教室で学ぶ。2014年台北市青年杯囲棋選手権で優勝。2016年にかけて台湾居住中の張栩・小林泉美夫妻の指導を受けた。また楊志徳にも指導を受ける。2016年から海峰囲棋棋院道場に入り、周俊勲、夏大銘、劉耀文、黄祥任に学び、2017年に正式に周俊勲門下となる。同年栄三杯小学組、106学年度中等以下学校囲棋運動選手権で優勝。2018年、南山杯囲棋オープン戦、TOTOカップジュニア囲碁国際大会で優勝。
2019年初段、台湾精鋭vs日本精鋭交流戦出場、中国丙級リーグに江西省チームで出場し4勝3敗、新人王戦リーグ入り。同年二段。2020年三段、棋王戦リーグ入り。2021年四段、名人冠軍戦ベスト4。2022年聯電杯プロ囲棋戦リーグ入り、聶衛平杯囲碁ユースマスターズ出場、快棋争覇戦ベスト4、韓国囲碁リーグで台湾チーム（寶島精鋭隊）で出場。2023年五段、海峰杯プロ囲棋戦準優勝、グロービス杯ベスト8、新人王戦優勝、聯電杯で挑戦者となるが許皓鋐に0-4で敗退、アジア競技大会団体戦出場、快棋争覇戦決勝で林彦丞を破り優勝。

### タイトル歴
- 新人王戦 2023年
- 快棋争覇戦 2023年

### 他の成績
国際棋戦
- グロービス杯世界囲碁U-20 2023年ベスト8
- 議政府国際囲碁新鋭団体戦 2022年 1-2（○福岡航太朗、×韓友賑、×王星昊）
- アジア競技大会 2022年男子団体戦4位

国内棋戦、その他
- 海峰杯プロ囲棋戦 準優勝 2023年
- 聯電杯プロ囲棋戦 挑戦者 2023年
- 中国囲棋リーグ
  - 2019年丙級（江西省囲棋協会）4-3
  - 2020年乙級（中国移動上海）3-5
- 韓国囲碁リーグ
  - 2022-23年（寶島精鋭隊）3-5